# Seibei Kimura
Seibei Kimura (木村清兵衛?, Kimura Seibei; Hiroshima, 11 ottobre 1911 – ...) è stato un pallanuotista giapponese.
Ha fatto parte del Giappone che ha partecipato alle Olimpiadi di Los Angeles 1932.